# Isfahán (koberec)
Isfahán je druh ručně vázaného koberce vyrobený v íránském městě Isfahánu.
Koberce s obchodním označením Isfahán patří k jednomu ze tří světoznámých druhů (vedle Kášánu a Nainu) pocházejících z regionu Isfahán.

## Vlastnosti isfahánských koberců
Koberce mají velmi hustý vlas z vlněné příze často doplňované detaily z hedvábí. Podkladová tkanina u cenných výrobků je často z přírodního hedvábí. Hustota uzlů dosahuje 650 000 až 850 000 / m2. Vzorování sestává obvykle z ústředního medailonu obklopeného květy v odstínech modré nebo červené barvy na pozadí v barvě sloní kosti. Známé jsou však také vzory se zahradami, vázami nebo se stromem života.
Dosud nejdražší isfahán byl vydražen v roce 2008 za 4,45 miliony USD (1,14 milionu USD / m2). Až do 2. dekády 21. století patřily 3 isfahánské koberce k 10 nejdražším na světě.

## Z historie isfahánských koberců
Výroba vázaných koberců v Isfahánu má dlouhou tradici, o jejím začátku se však zmiňuje historická literatura jen domněnkami, např. o tom, že perští kočovníci pravděpodobně uměli vázat koberce už asi 500 let před n. l. Jednoznačné důkazy o existenci řemeslného vázání koberců v Isfahánu dávají dochované exempláře těchto výrobků ze začátku 16. století. Isfahán se tehdy stal hlavním městem Persie, na dvoře šáha Abbase byla založena manufaktura, ve které byli zaměstnáni zkušení dezinatéři a řemeslníci, isfahánské koberce získaly rychle vynikající pověst. Tyto výjimečně výhodné podmínky trvaly až do 18. století.
Z tohoto období pochází asi 200 koberců s označením „polský koberec“ (tapis Polonais), které původně koupili (nebo jinak získali) z Persie polští šlechtici a byly dlouhou dobu mylně považovány za polský výrobek. V 21. století patří tyto výrobky k nejdražším kobercům na světě.
Po afghánské invazi v roce 1722 výroba koberců v Isfahánu upadala, teprve od začátku 20. století došlo k určitému oživení.
V roce 2014 se ve městě zabývalo asi 40 000 lidí výrobou koberců, z toho zhruba polovina v manufakturách a polovina po domácku. Export isfahánských koberců (včetně značek Kášán a Nain) vynesl cca 100 milionů USD (18 % celoíránského vývozu koberců).

## Ukázky isfahánských koberců

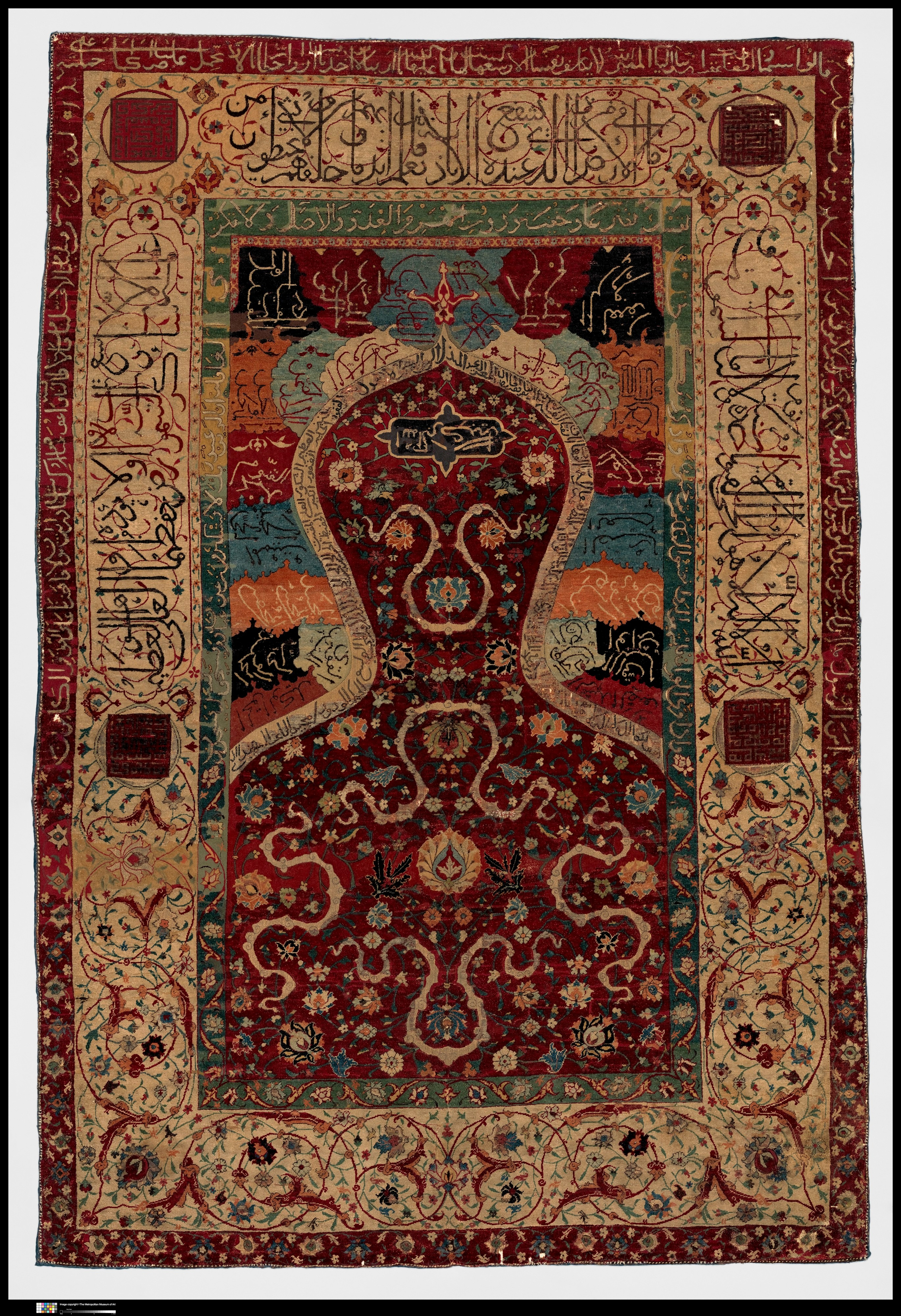
Modlitební koberec z konce 16. století
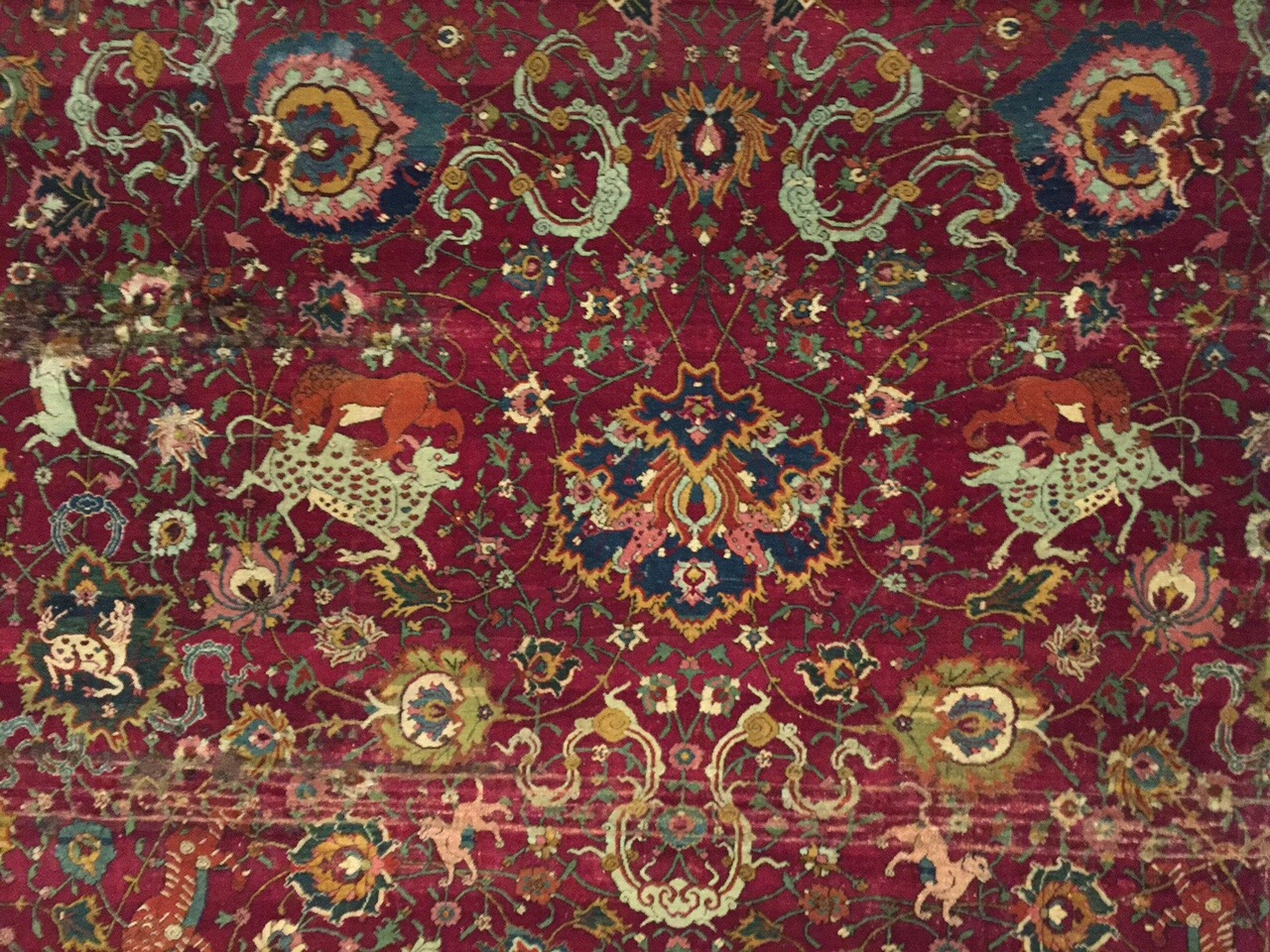
K. z isfahánské dvorní manufaktury (16. stol.)
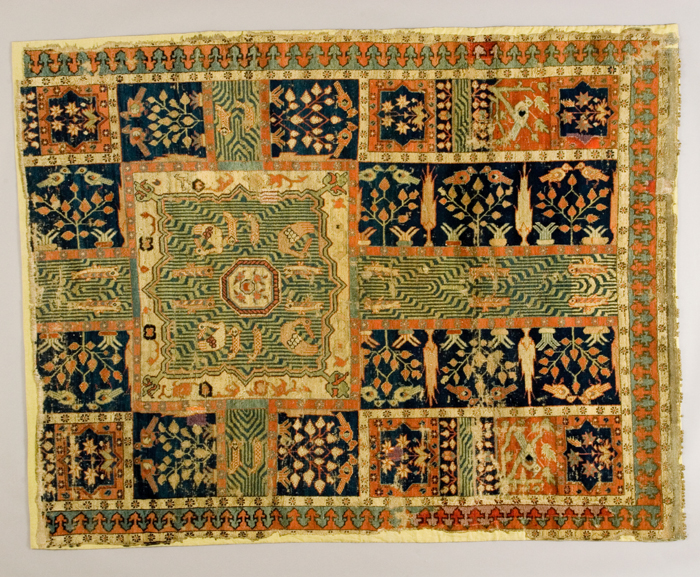
„Zahrada“ (17.–18. století)
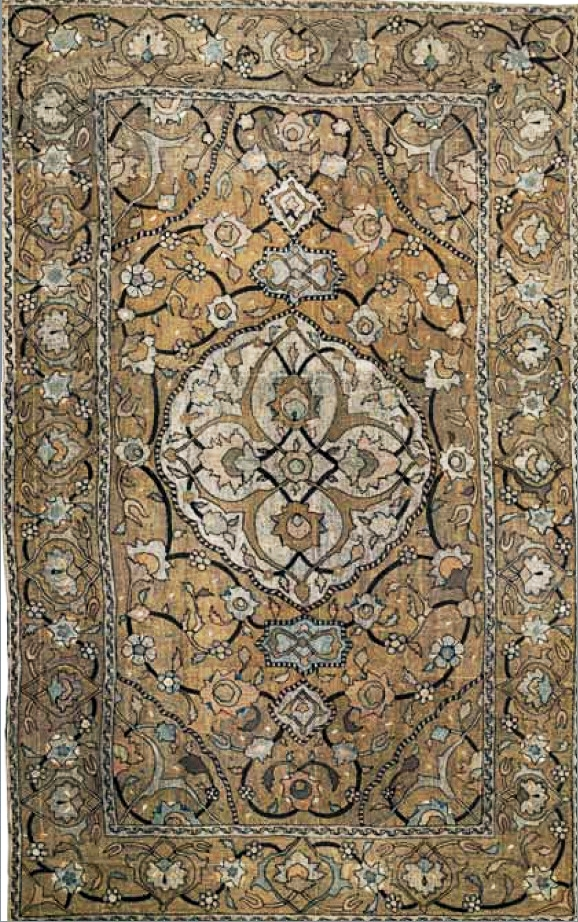
„Polský“ koberec (17. století)
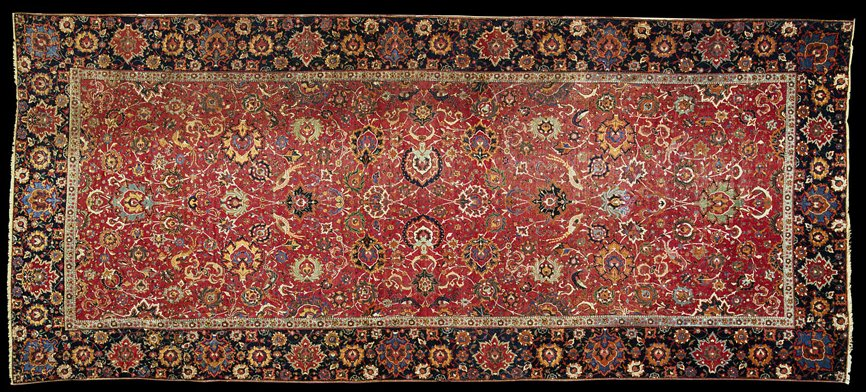
„Safavidský“ koberec (rok výroby neznámý)